# Reload (Fernsehsendung)
Reload war eine zweiwöchentlich auf EinsPlus ausgestrahlte Popkultur- und Videospielshow, die von 2012 bis 2014 produziert wurde. Die Sendung wurde 2012 mit mehreren anderen Sendungen wie dem Musikmagazin BEATZZ, dem Wissensquiz Quiz@Home, Mission Mittendrin und Ausflug mit Kuttner ins Programm aufgenommen, um ein jüngeres Publikum zu erreichen. Moderatoren der Sendung waren Fred Peters und Stefan Bächle, die Regie führten Uke Bosse, der frühere Redaktionsleiter von Game One, und Heiko Gogolin. Viele Beiträge wurden von Marion von Stengel aus dem Off gesprochen, ab Folge 35 von Manuela Bäcker. Die Sendung wurde zum 30. Dezember 2014 eingestellt.

## Inhalt

### Beginn
Opener
Der Opener war jede Folge anders und bezieht sich auf Videospiel- oder Studiologos. So gab es unter anderem das Logo von Rare mit Untertitel „Reload“.
Intro
Das Intro zeigte die Entwicklung der Videospiele:
1. Pong.
2. Space Invaders.
3. Jump ’n’ Run Genre.
4. Fusion der Shoot ’em ups und der Jump ’n’ Runs.
5. Ein Raumschiff-Ego-Shooter
6. Ego-Shooter-Shoot ’em up

Daraufhin erschien das Logo von Reload.

### Tests
Reload zeigte Ausschnitte aus aktuellen Videospielen und kommentierte sie mit zum Beispiel einem Fazit oder Hintergrunddetails.

### Das Blaue vom Himmel
In diesem Teil der Sendung wurden von Synchronsprecher Wolf Frass komplizierte, lustige und unnötige Original-Pressemitteilungen von Videospielproduzenten vorgelesen.

### Hintergrundwissen
Bei diesem ca. zwei Minuten langen Abschnitt ging es um Hintergrunddetails von alten oder neuen Spielen von Zweitmoderator Stefan.

### 1 Spiel 1 Minute 1 Stefan
Hier wurde von Zweitmoderator Stefan jeweils ein Spiel in einer Minute erklärt.

## Rezeption
giga.de bezeichnete Reload als beste „Games-Sendung in Web und TV“.